# Xã Colfax, Quận DeKalb, Missouri
Xã Colfax (tiếng Anh: Colfax Township) là một xã thuộc quận DeKalb, tiểu bang Missouri, Hoa Kỳ. Năm 2010, dân số của xã này là 720 người.